# Laelia furfuracea
Laelia furfuracea är en orkidéart som beskrevs av John Lindley. Laelia furfuracea ingår i släktet Laelia och familjen orkidéer. Inga underarter finns listade i Catalogue of Life.

## Bildgalleri

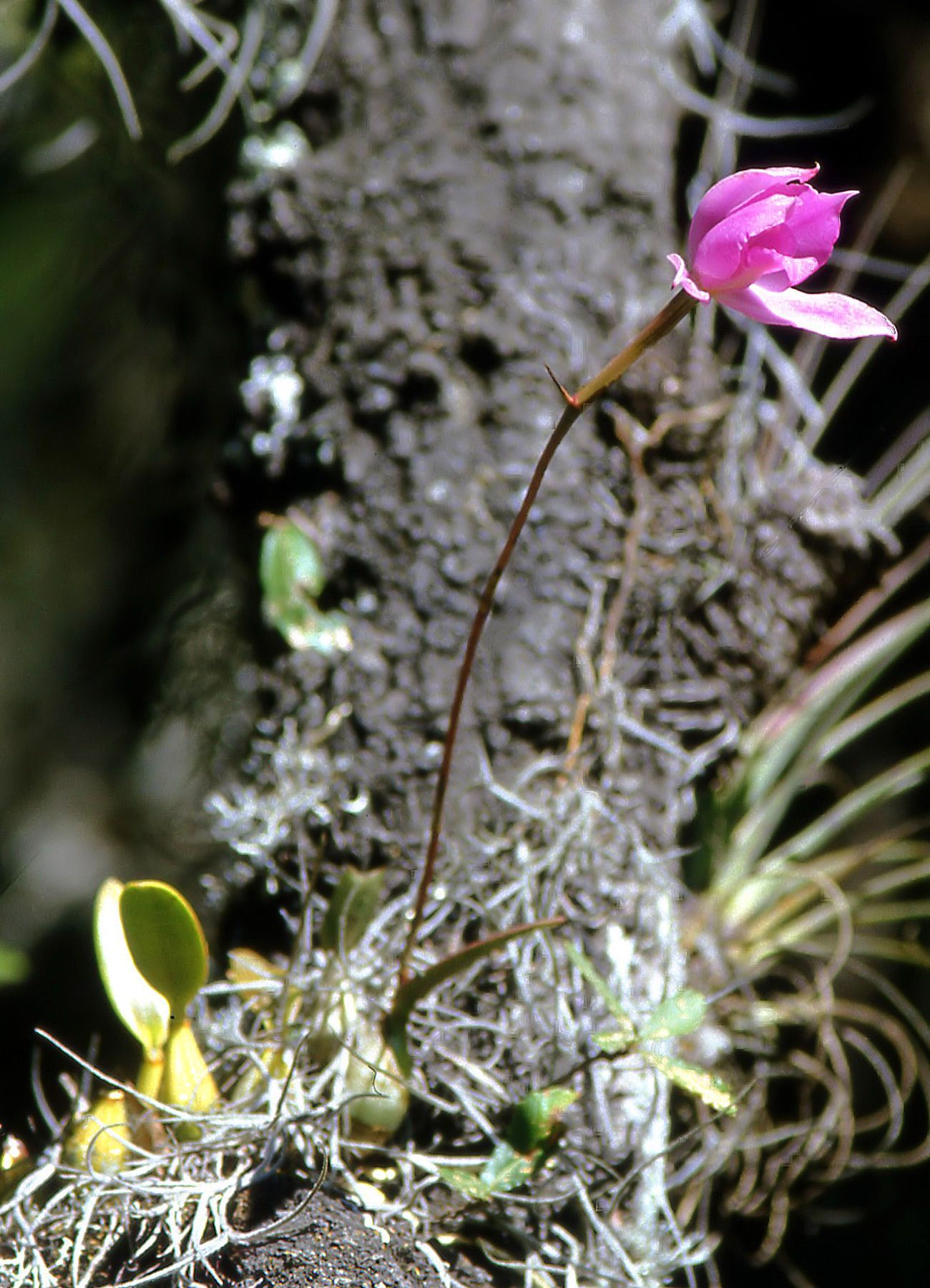
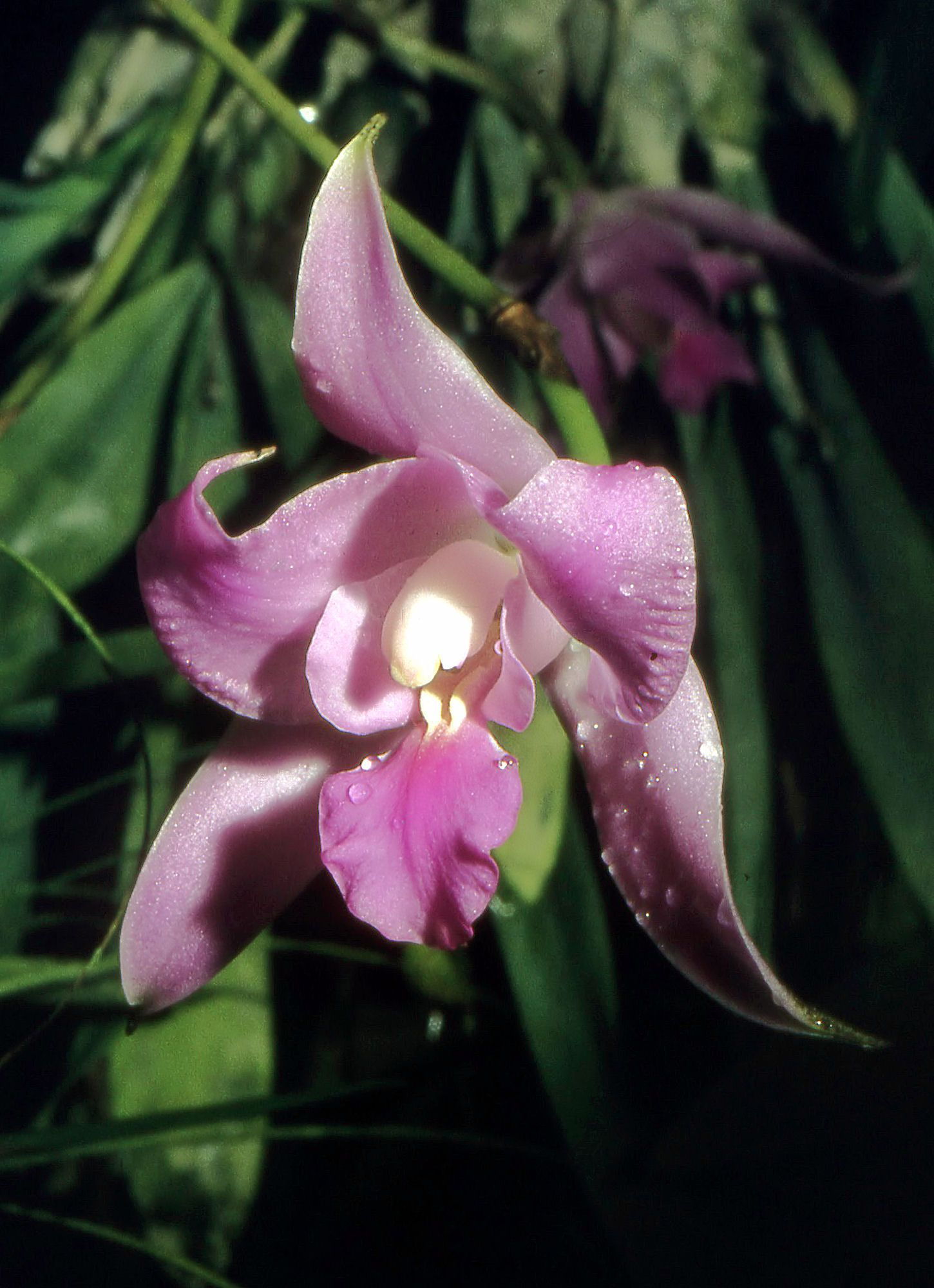
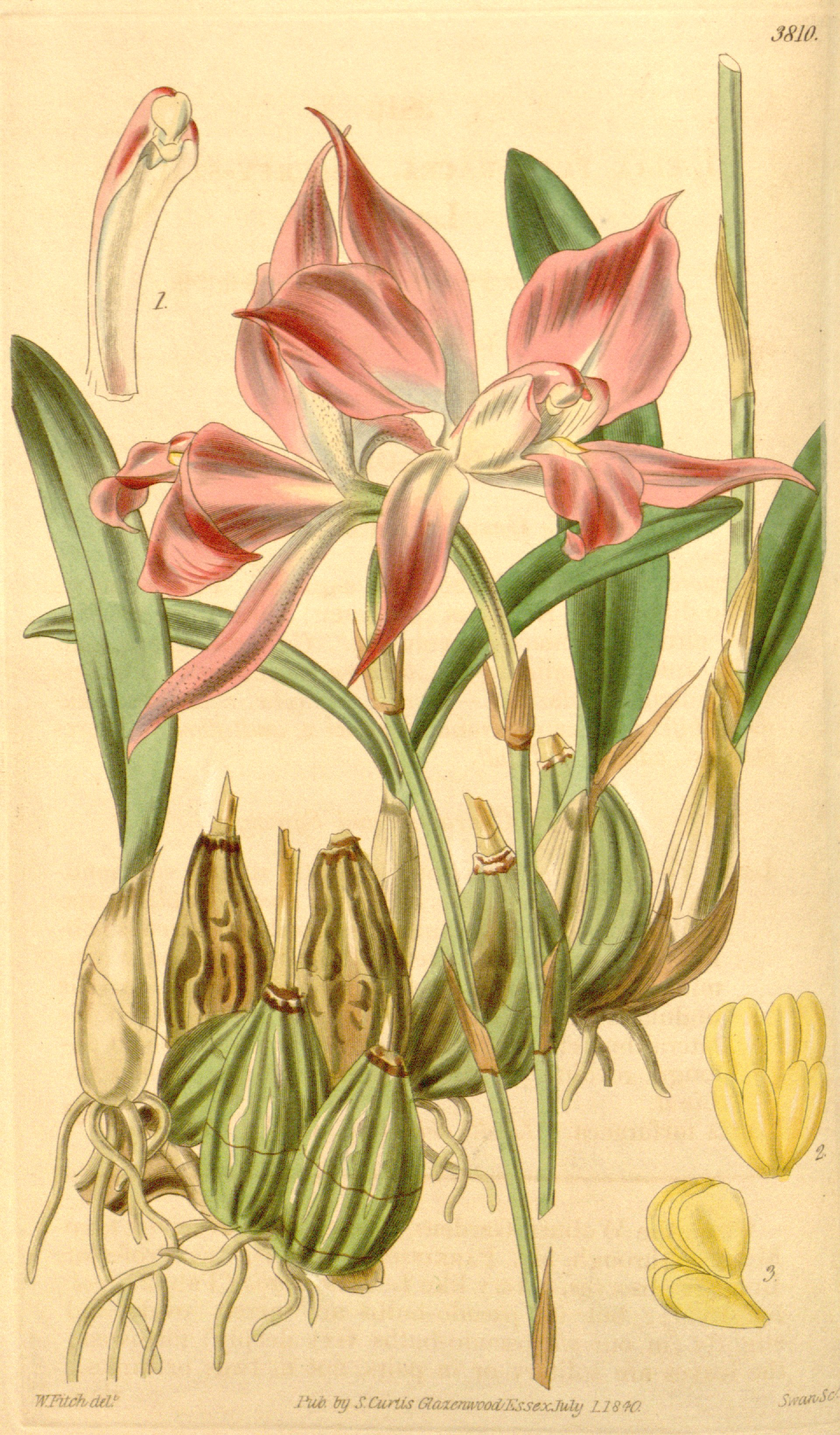